# Rivière de la Tortue
Rivière de la Tortue är ett vattendrag i Kanada.   Det ligger i provinsen Québec, i den sydöstra delen av landet, 170 km öster om huvudstaden Ottawa.
Omgivningarna runt Rivière de la Tortue är en mosaik av jordbruksmark och naturlig växtlighet. Runt Rivière de la Tortue är det ganska tätbefolkat, med 83 invånare per kvadratkilometer.